# Tresfjord
Tresfjord är en tätort och kyrkby i Vestnes kommun i Møre og Romsdal fylke i västra Norge. Orten ligger vid fylkesväg 5981, vid innersta änden av Tresfjorden. Här finns Tresfjords kyrka.
Orten utgjorde tidigare centralort i dåvarande Tresfjords kommun.